# Secunderabad
Secunderabad est une ville d'Inde, dans l'État du Télangana. C'est la ville jumelle d'Hyderabad, la capitale de l'État.
La ville a été fondée en 1803 comme un cantonnement britannique, son nom vient de Sikander Jâh Asaf Jâh III, le nizam de la principauté d'Hyderabad. Depuis 1955, Secunderab fait partie de la Corporation municipale du Grand Hyderabad.